# Radio Istanbul
Radio Istanbul (en turc : Kent Radyo İstanbul) est une station de radio turque.

## Histoire
Elle commença sa première émission le 6 mai 1927 dans le sous-sol du bâtiment de la grande poste de Sirkeci.
Comme personne ne possédait de récepteur radio, la diffusion était lancée tous les soirs à l'aide du haut-parleur placé au-dessus de la porte du bâtiment de la Poste. 
La première retransmission diffusée en direct débute le 3 février 1932 par un adhan en langue turque depuis la mosquée Sainte Sophie à la demande d'Atatürk et s'est poursuivie avec le Mawlid.
Avec la création de TRT, effective dès le 1er mai 1964, la station passe sous son égide.